# Бератская, Влёрская и Канинская митрополия
Бера́тская, Влёрская и Канинская митропо́лия (алб. Mitropolia e Shenjtë e Beratit, Vlorës dhe Kaninës, греч. Ιερά Μητρόπολη Βερατίου, Αὐλῶνος καί Κανίνης) — епархия Албанской православной церкви на территории областей Берат и Влёра.

## История
Городское поселение на территории современного Берата существует с IV века до н. э. С начала III века до н. э. известен как Антипатрея. Во II веке до н. э. город был завоёван римлянами. В византийский период город известен как Пульхериополис.
Епархии была создана из объединения епископий Пулхериупольской, Спатийской и Музакийский (Πουλχεριουπόλεως, Σπαθίας και Μουζακίας), Градидзийской, Аполлонийской и Канинской или Главинидзской (Γραδιτζίου, Απολλωνίας, Αυλώνος ή Αυλωνίας και Κανίνης ή Γλαβινίτζης) которая стала именоваться Пульхериуполской, которая позже стала митрополией и стала именоваться Белградской, Канинской и Спатийской (Βελεγράδων, Κανίνης και Σπαθίας). Пульхериупольская кафедра подчиненялась Драской митрополии, а позже Охридской архиепископии.
Между 976 и 1020 годами в грамоте Василия II кафедра стала именоваться Белградской вместо Пулхериуполской. По данным патриарха Йерусалимского Досифея, Белградский митрополит являлся вторым по чести иерархом в иерархии Орхидской архиепископии.
Город находился в составе Болгарского царства до XI века, позднее входил в Эпирский деспотат. В XIII веке город снова оказался в составе Византийской империи. В 1345 году город вошёл в состав Сербского королевства при Стефане Душане. В XV веке Берат был столицей княжества Музаки, в 1432-1444 годы являлся столицей княжества Арианити. Город был завоеван османами в 1431 года. В 1450 году он был включён в состав Османской империи и находился в её составе до 1912 года.
После упразднения Охридской архиепископии в 1767 году, до смерти митрополита Иоасафа II в 1855 году кафедра имело 78 место в иерархии Константинопольского патриархата. В 1835 году, когда митрополит Анфим добавил к своему титулу «ипертим и экзарх всея Албании», его титул стал звучать: «Белградский, Канинский и Спатийский, ипертим и экзарх всея Албании» (Βελεγράδων, Κανίνης και Σπαθίας υπέρτιμος και έξαρχος πάσης Αλβανίας). При Патриархе Иоакиме II кафедра возвысилась до 60-го, а позднее до 55-го места в иерархии Константинопольской патриархии.
В 1929 году в одностороннем порядке была провозглашена автокефалия Албанской православной церкви, которая не была признана Константинопольским патриархатом. Митрополия с центром в Берате при этом была понижена до епископии. В 1937 году при признании автокефалии со стороны Константинополя, епархия получила название: Бератская, Авлонская (или Влёрская по-албански) и Канинская епископия.
7 апреля 2016 года решением Священного Синода часть территории епархии с городами Патоси и Либовфша отошла к новообразованной Аполонийской и Фиерийской митрополии.

## Епископы
- упом. в 1668 — Нектарий
- упом. 1 апреля 1683 — Парфений
- 1691 — 13 август 1693 — Игнатий
- упом. в августе 1699 — Нектарий
- упом. 1710 — Дионисий
- упом. 1715—1716 — Феодосий
- упом. 5 юли 1718 — упом. 31 янааря 1725 — Никифор
- упом. 2 ноября 1727, 4 мая 1733 и 16 февраля 1734 — Козма
- упом. 20 май 1736—1751 — Мефодий
- упом. апрель 1752 — упом. 1759 — Иоасаф I
- избран в июне 1759 — Иоасаф II
- 1761—1763 — Евфимий II
- 1763—1765 — Парфений
- 1765—1767 — Иоасаф III
- 1767—1769 — Иоанникий
- 1769—1772 — Герасим
- 1772—1800 — Иоасаф IV
- 1801—1802 — Мелетий II
- 1802—1855 — Иоасаф V
- 27 февраля 1855 — 22 июля 1887 — Анфим (Алексудис)
- 22 июля 1887 — 5 февраля 1900 — Дорофей (Христидис)
- 2 февраля 1900 — 27 августа 1909 — Василий (Папахристу)
- 13 сентября 1909 — 23 июня 1911 — Каллиник (Деликанис)
- 10 июля 1911 — 9 октября 1924 — Иоаким (Мартинианос)
- 18 ноября 1923 — февраль 1929 — Христофор (Киси)
- 11 февраля 1929 — январь 1942 — Агафангел (Чамче)
- 8 февраля 1942—1945 — Виссарион (Джувани), арестован
- октябрь 1952—1966 — Кирилл (Наслязи)
- 1966—1967 — Спиридон
- 27 июля 1996 — 20 июля 2024 — Игнатий (Триантис)
- с 14 ноября 2024 года — Астий (Бакалбаши)